# Плохой и сумасшедший
«Плохой и сумасшедший» (кор. 배드 앤 크레이지) — южнокорейская дорама с Ли Дон Уком и Ви Ха Джуном в главных ролях. Премьера состоялась на телеканале tvN и видеосервисе iQIYI 17 декабря 2021 года. Транслировался сериал каждую пятницу и субботу в 22:40 по корейскому времени до 28 января 2022 года.

## Сюжет
История о коррумпированном, но практичном детективе, у которого в ходе раздвоения личности возникает чувство справедливости. Су Ёль (Ли Дон Ук) работает полицейским. Он компетентен в своей работе, однако у него сомнительная этика. Он сделает всё, чтобы добиться успеха. Благодаря своей амбициозной личности он за короткое время получил повышение по службе. Его гладкая жизнь внезапно меняется с появлением иной личности — «К» (Ви Ха Джун). «К» — праведный человек, но при этом весьма безумный. Когда он сталкивается с несправедливостью, то встречает её кулаком. Он мечтает стать героем. Тем временем Хи Гём (Хан Джи Ын) работает лейтенантом полиции в отделе по борьбе с наркотиками в департаменте полиции Муи. Она также праведный человек и увлечена своей работой. Однажды она встречалась с Су Ёлем.

## В ролях

### В главных ролях
- Ли Дон Ук — Рю Су Ёль, коррумпированный полицейский детектив, который превращается в борца за справедливость[2].
- Ви Ха Джун — К, человек с обострённым чувством справедливости[3].
- Хан Джи Ын — Хи Гём, детектив отдела по расследованию преступлений, связанных с наркотиками[4].
- Ча Хаг Ён — О Кён Тэ, самый молодой сотрудник отдела антикоррупционных расследований Национального полицейского агентства[5].